# Tolga Ciğerci
Tolga Ciğerci (Nordenham, 23 maart 1992) is een Turks-Duits voetballer die bij voorkeur als defensieve middenvelder speelt.

## Clubcarrière
Ciğerci speelde in de jeugd voor SV Phiesewarden, Arminia Vöhrum en VfL Wolfsburg. Hij maakte zijn profdebuut op 28 november 2010 tegen FC Köln. Hij speelde de volledige wedstrijd. De wedstrijd eindigde op een 1-1 gelijkspel. In januari 2012 werd hij voor anderhalf seizoen uitgeleend aan Borussia Mönchengladbach.
In 2013 werd hij verhuurd aan Hertha BSC, dat hem overnam na de huurperiode. In 2016 maakte hij de overstap naar Turkije voor een carrière bij Galatasaray, waar hij een succesvol begin kende. Al snel werd hij echter ongewenst bij de club wat ertoe leidde dat zijn contract in 2018 werd ontbonden.
Hierop tekende hij bij aartsrivaal Fenerbahçe, waarmee hij drie jaar later in 2021 ook het contract liet ontbinden. In 2021 tekende hij bij eenmalig landskampioen Istanbul Başakşehir. In september 2022 tekende hij bij Ankaragücü, waarmee hij in 2024 degradeerde naar de TFF 1. Lig. In januari 2025 keerde hij terug naar de Süper Lig door een anderhalf jarig contract te tekenen bij Sivasspor.
1 Arslan ·
3 Çiftçi ·
5 Albayrak ·
6 Yiğiter ·
7 Paluli ·
8 Charisis ·
9 Manaj ·
10 Pritchard ·
11 Menig ·
12 Moutoussamy ·
13 Nikolić ·
14 Camara ·
17 Başsan ·
21 Gökay ·
23 Okumuş ·
24 Rodrigues ·
26 Radaković ·
27 Sundberg ·
30 Ciğerci ·
35 Vural ·
41 Sanman ·
43 Yurdcu ·
44 Poungouras ·
46 Böke ·
53 Başyiğit ·
55 Koita ·
58 Erdal  ·
66 Kaya ·
80 Bekiroğlu ·
88 Şeker ·
90 Turgunboev ·
Coach: Çalımbay